# Cały ja (album)
Cały ja – debiutancki album studyjny polskiej osobowości internetowej i rapera Kubańczyka. Wydawnictwo ukazało się 28 maja 2020 roku.
Nagrania uzyskały certyfikat złotej płyty (2021) za sprzedaz ponad 15 000 kopii. Album dotarł do trzeciego miejsca listy sprzedaży OLiS.

## Lista utworów
Opracowano na podstawie materiału źródłowego.
1. „Cały ja”
2. „Mordo otwórz okno”
3. „Droga do gwiazd”
4. „Hałas” (gościnnie: ADM, Filipek)
5. „To miasto nie śpi” (gościnnie: Kazior)
6. „Life nosy be” (gościnnie: Magoif Dop)
7. „Jesteśmy z podwórka” (gościnnie: Bajorson, Major SPZ, Popek)
8. „Tokyo drift” (gościnnie: Kaen)
9. „Złe sny” (gościnnie: Kartky)
10. „Zdrówko” (gościnnie: VBS)
11. „Z tobą”
12. „Hieny”
13. „Uciec” (gościnnie: B.R.O)
14. „Zwykły chłopak”